# Exilles
Exilles (Isìles in piemontese, Eissilhas in occitano; dal 1939 al 1953 Esille), è un comune italiano di 240 abitanti della città metropolitana di Torino in Piemonte, che si trova in Alta Val di Susa.
È l'antica gallo-romana Excingomagus e si trova sul percorso storico della Via Francigena, nella variante proveniente dal Monginevro; è noto soprattutto perché vi sorge l'omonimo forte.

## Geografia e topografia
Exilles sorge a 870 m s.l.m. in Alta Val di Susa, all'interno di una stretta gola della Dora Riparia, a circa 67 chilometri ad ovest da Torino. La valle ha qui un suo punto caratteristico, chiudendosi, prima del vasto pianoro di Oulx, nella "Comba di Exilles". La costiera sud (alla destra orografica) sale sino alla Testa dell'Assietta (2 566 m s.l.m.), quella nord fino al Monte Niblè (3 365 m s.l.m., massima altezza comunale), una delle vette del massiccio dell'Ambin.

### Monti
- Monte Niblè
- Punta Sommeiller
- Monte Ambin
- Testa dell'Assietta

## Storia

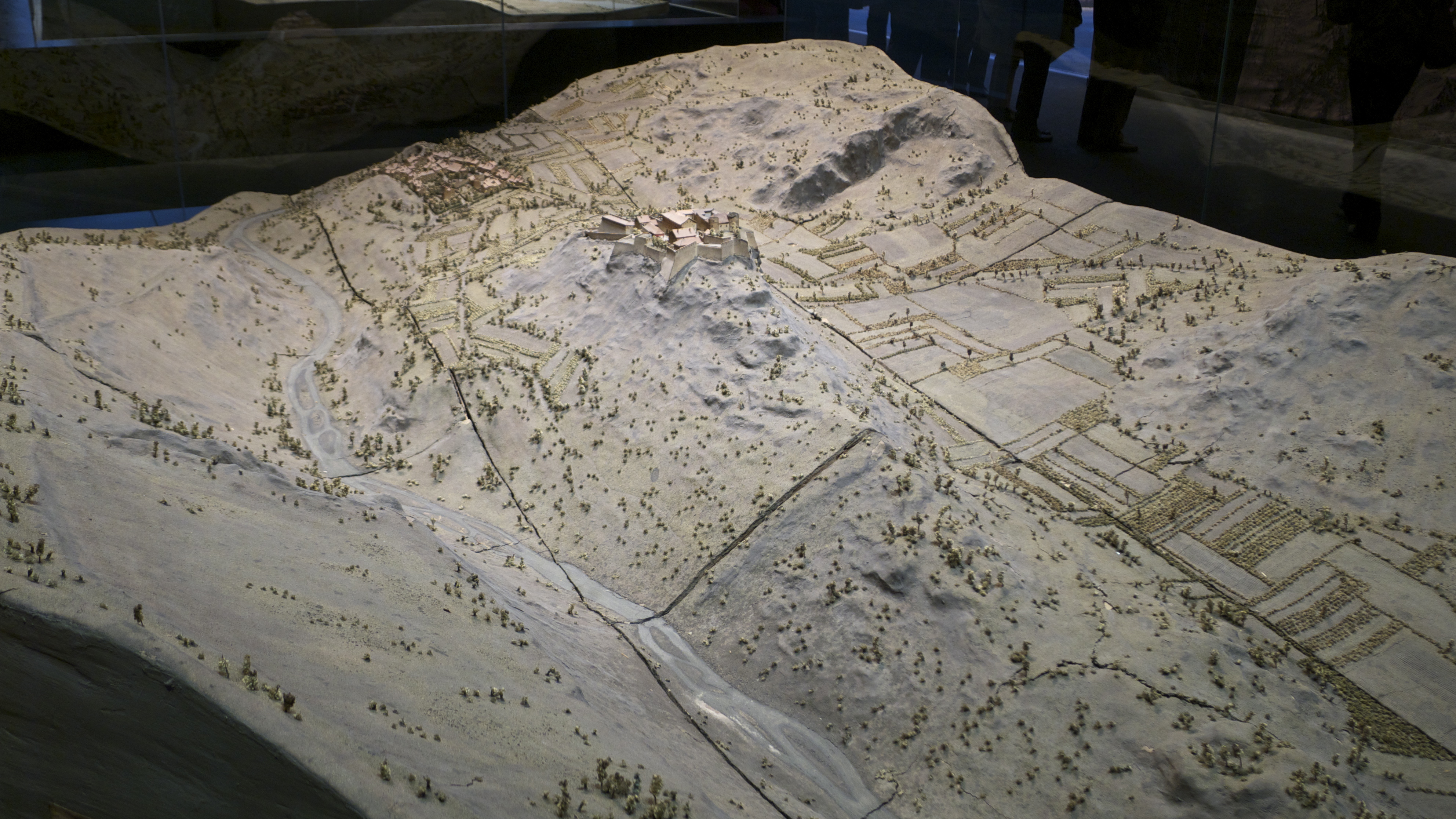
Plastico (plan-relief, in francese) del forte di Exilles e di una parte del paese, 1695

L'abitato di Exilles ha origine antichissima. Grazie alla sua posizione strategica, il sito attualmente occupato dal forte era abitato già in epoca primitiva e poi in epoca celtica, ma solo dal 1155, sotto il dominio dei conti d'Albon, si può confermare l'esistenza di un vero e proprio complesso fortificato. Da quella data il forte di Exilles e il paese passarono di mano in mano, tra la dominazione piemontese e quella francese: una storia lunga, che vide contrapposte per lungo tempo le fazioni del Ducato di Savoia e quelle del Delfinato, e che diede anche origine alla famosa vicenda del miracolo eucaristico di Torino.
Nei primi giorni di giugno 1593 Exilles e dintorni passarono saldamente sotto il controllo di Carlo Emanuele I di Savoia, grazie anche all'operato che ebbe, nella spedizione militare, il suo alleato spagnolo don Rodrigo di Toledo, rimasto ucciso in un conflitto a fuoco nelle montagne e sepolto poi a Plan di Savoulx.
Passato alla Francia, la leggenda vuole che qui, tra il 1681 e il 1687, sia stato detenuto il celebre personaggio poi denominato la "Maschera di Ferro".
Dopo il trattato di Utrecht, Exilles venne fortificato nuovamente dai Savoia, che ne fecero una piazzaforte inespugnabile. Nel settembre del 1745, nel corso della guerra di successione austriaca, le truppe francesi tentarono di aprirsi la strada verso la bassa valle di Susa attaccando il forte di Exilles, ma vennero respinte dalle cannonate della guarnigione del forte al comando del capitano Papacino d'Antoni.

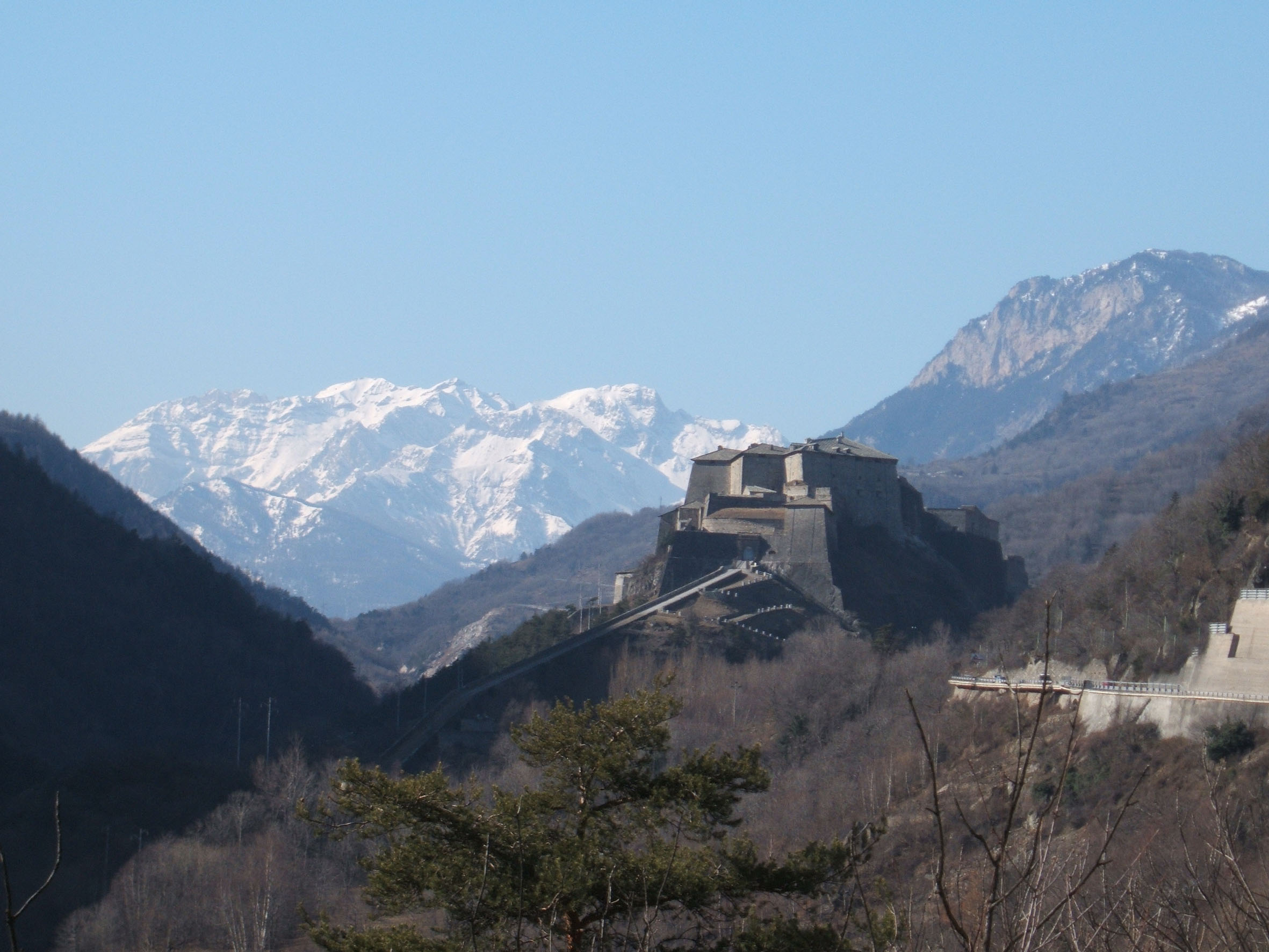
Il forte di Exilles in una foto del 2005

Nel 1796 i francesi ne ordinarono lo smantellamento: la città era infatti passata alla repubblica dopo il trattato di Parigi e Vittorio Amedeo III di Savoia, come ricorda Luigi Cibrario:
(Luigi Cibrario, Storia di Torino, libro VI)
Exilles tornò di vitale importanza nell'Ottocento, durante il periodo in cui l'Italia era membro della Triplice Alleanza: in questo periodo, dovendo difendere i confini con la Francia, il governo italiano stanziò fondi per la ristrutturazione del forte, facendo diventare Exilles uno dei comuni più popolati della Valle Susa; con la decadenza della fortezza, avvenuta in seguito al ritiro delle forze armate, l'importanza del comune venne sempre più a scemare a livello strategico.

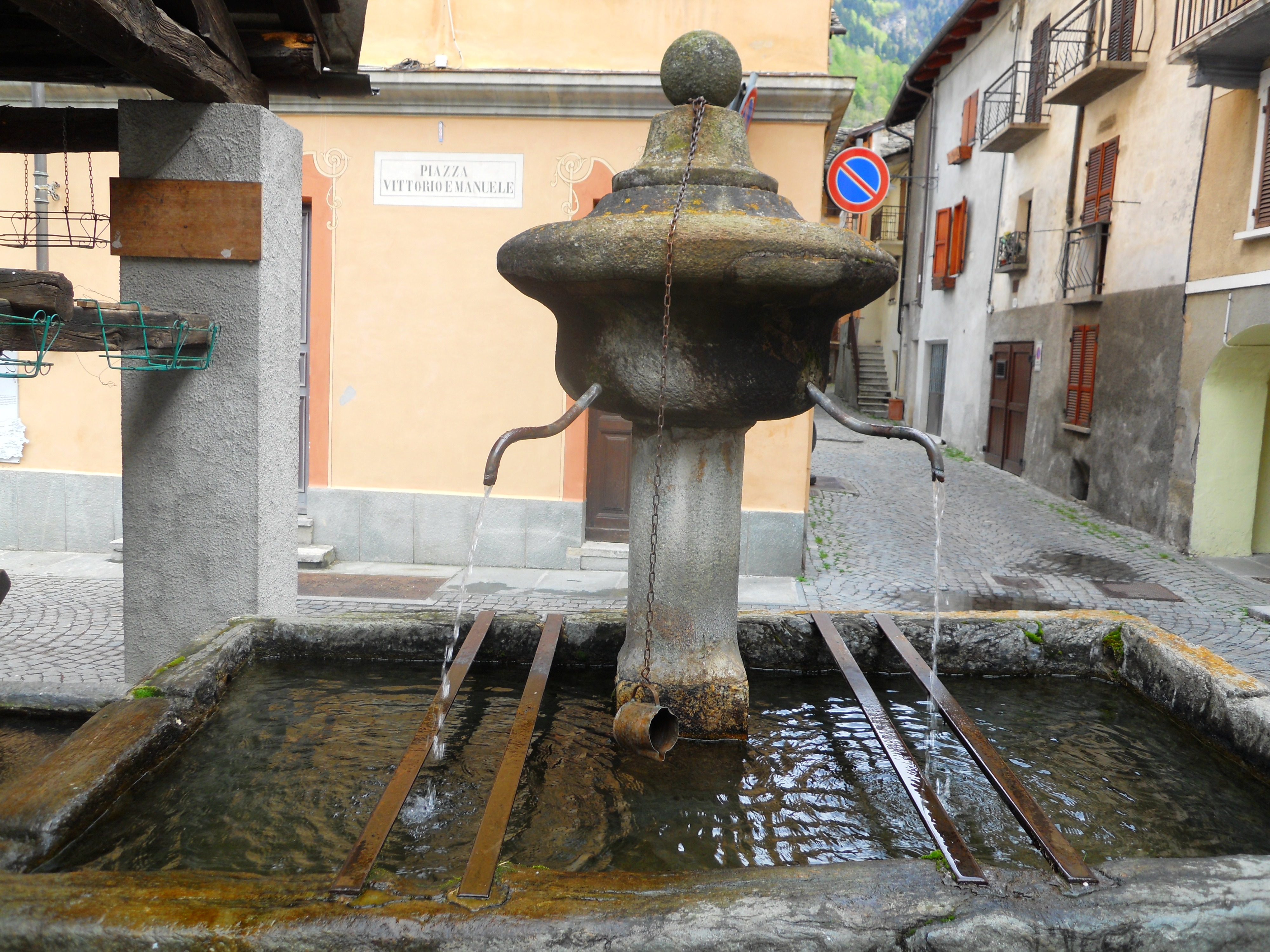
Fontana medievale nella piazza del municipio

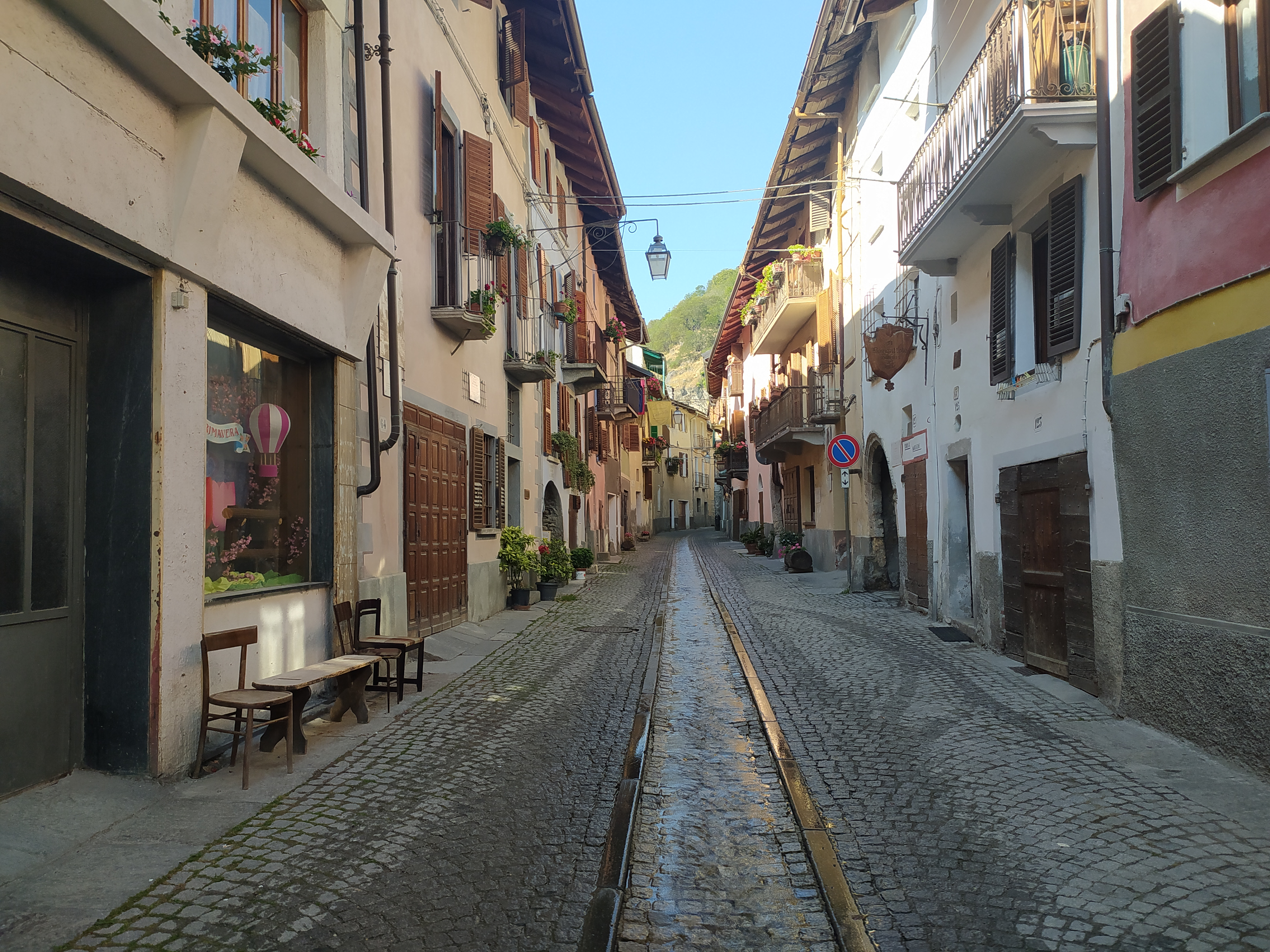
Via Roma o Rue Principal

Negli anni del fascismo la denominazione venne italianizzata in "Esille", ma la forma originale fu ripristinata nel 1953.

## Società

### Evoluzione demografica
Negli ultimi cento anni, a partire dal 1921, la popolazione residente è diminuita dell'80%.
Abitanti censiti

### Etnie e minoranze straniere
Secondo i dati ISTAT al 31 dicembre 2009 la popolazione straniera residente era di 11 persone. Le nazionalità maggiormente rappresentate in base alla loro percentuale sul totale della popolazione residente erano:
- Moldavia 5 (1,91%)

## Arte
- Il Forte, principale attrattiva artistica e storica di Exilles, che ha reso il paese punto di primaria importanza nella rete difensiva sabauda e francese, poiché i confini della zona portarono Exilles a passare dall'una all'altra potenza.
- La cappella di San Rocco, costruita nel 1660 su impianto romanico.
- La parrocchiale di S. Pietro Apostolo, originaria dell'XI secolo a tre navate con pregevole portale gotico e un importante campanile tardoromanico.
- La chiesa di San Colombano nella frazione di San Colombano[9]. L'attuale edificio fu edificato nel 1752 sul sito di una precedente cappella dedicata a Sant'Anna. La riedificazione fu decisa poiché l'antica chiesa di San Colombano venne distrutta durante gli eventi bellici del 1593.
- La cappella di Morliere, dedicata ai Santi Giacomo e Filippo è localizzata nel nucleo storico della piccola frazione del Cels (borgata Morliere), nella quale è caratteristica la connotazione di architetture religiose e civili storicamente molto significative.

## Economia
L'economia di Exilles si basa essenzialmente sul turismo, recentemente sviluppatosi attorno al Forte, e sull'agricoltura: grazie a particolari condizioni climatiche a monte del paese esistono dei rari vitigni di montagna (Avanà).
Attualmente la C.M.A.V.S., con sede in Oulx, ha avviato il progetto "Mille viti a quota mille metri" collocato nella zona "Clote", sopra l'abitato della frazione Deveys.

### Trasporti
Exilles è raggiungibile da un bivio sulla Strada statale 24 del Monginevro che la collega a Torino; l'uscita dell'Autostrada A32 Torino-Bardonecchia è a Susa Est; è possibile uscire anche a Oulx Est.
La stazione di Exilles era situata sulla linea ferroviaria Torino-Modane, ma nessun treno vi effettua più la fermata (stazione disabilitata, dipendente da quella di Salbertrand); rimane solamente un autoservizio in direzione Bardonecchia e l'autolinea feriale festiva della Arriva nella tratta Torino-Susa-Oulx-Alta Valle Susa e Briançon.

## Geografia antropica

### Frazioni
Il comune di Exilles è composto dalle frazioni: Cels, Deveys, San Colombano, Champbons e Plantà. Esse hanno seguito la storia del paese perché dipendenti dall'economia scaturita dalla presenza del forte.
 Nello specifico si ricorda: 
- San Colombano: sito a 1 391 m, il paese era noto nel passato per la coltivazione delle patate; noto dai carteggi almeno dal Quattrocento, San Colombano venne completamente distrutto dalla battaglia che qui si svolse tra i francesi e i piemontesi il 5 maggio 1593: a suo tempo, esso sorgeva non nella sua ubicazione attuale, ma spostato verso il torrente Galambra. Resti del paese vecchio sono ancora visibili, semisepolti, ma testimone della distruzione operata dai francesi è la fontana, che riporta ancora la data "1582".
- Deveys, frazione poco lontana dal centro di Exilles, è ricordata per la tremenda valanga che il 18 gennaio 1885 si staccò dal monte Charbiere (o di Papillon, o di Deveis) a quota 2 390 m, travolse la frazione seppellendovi 36 persone, inutilmente soccorse dagli Alpini del battaglione Val Dora di Susa: esse sono ricordate sulla lapide posta sulla parete della cappella.
- Cels, su un poggio del versante sinistro, composta da tre borgate denominate Morliere, Rif e Ruinas.
- Champbons, frazione sita nel fondovalle, a 913 m s.l.m., è articolata in due gruppi di case: Champbons superiore, in sponda destra, e Champbons inferiore, in sponda sinistra.
- Plantà, sita prima del capoluogo, salendo da Chiomonte, adiacente alla S.S. 24 del Monginevro e prospiciente al Forte (zona casa cantoniera ANAS).

## Stemma e gonfalone
- Stemma: partito d'argento e di rosso, al castello merlato alla guelfa, turrito e finestrato, rosso nel campo d'argento e d'argento nel campo rosso.
- Gonfalone: drappo partito di rosso e di verde e caricato dello stemma con l'iscrizione centrata in alto: "Comune di Exilles".

## Amministrazione
Di seguito è presentata una tabella relativa alle amministrazioni che si sono succedute in questo comune.
| Periodo        | Periodo        | Primo cittadino               | Partito                          | Carica  | Note   |
| -------------- | -------------- | ----------------------------- | -------------------------------- | ------- | ------ |
| 13 giugno 1985 | 9 giugno 1990  | Pietro Abbà                   | lista civica                     | Sindaco | [ 10 ] |
| 9 giugno 1990  | 24 aprile 1995 | Paolo Sibille                 | Democrazia Cristiana             | Sindaco | [ 10 ] |
| 24 aprile 1995 | 14 giugno 1999 | Michelangelo Luigi Castellano | -                                | Sindaco | [ 10 ] |
| 14 giugno 1999 | 14 giugno 2004 | Michelangelo Luigi Castellano | lista civica                     | Sindaco | [ 10 ] |
| 14 giugno 2004 | 11 agosto 2008 | Gianfranco Joannas            | lista civica                     | Sindaco | [ 10 ] |
| 8 giugno 2009  | 26 maggio 2014 | Michelangelo Luigi Castellano | lista civica                     | Sindaco | [ 10 ] |
| 26 maggio 2014 | 27 maggio 2019 | Michelangelo Luigi Castellano | lista civica Credendo in Exilles | Sindaco | [ 10 ] |
| 27 maggio 2019 | 8 giugno 2024  | Michelangelo Luigi Castellano | lista civica Credendo in Exilles | Sindaco | [ 10 ] |
| 8 giugno 2024  | in carica      | Roberto Segafredo             | lista civica Exilles + Forte     | Sindaco | [ 10 ] |

### Gemellaggi
- Château-Ville-Vieille (Queyras, Provenza-Alpi-Costa Azzurra, Dipartimento delle Alte Alpi)

### Altre informazioni amministrative
Il comune faceva parte della Comunità Montana Valle Susa e Val Sangone.

## Immagini del paese

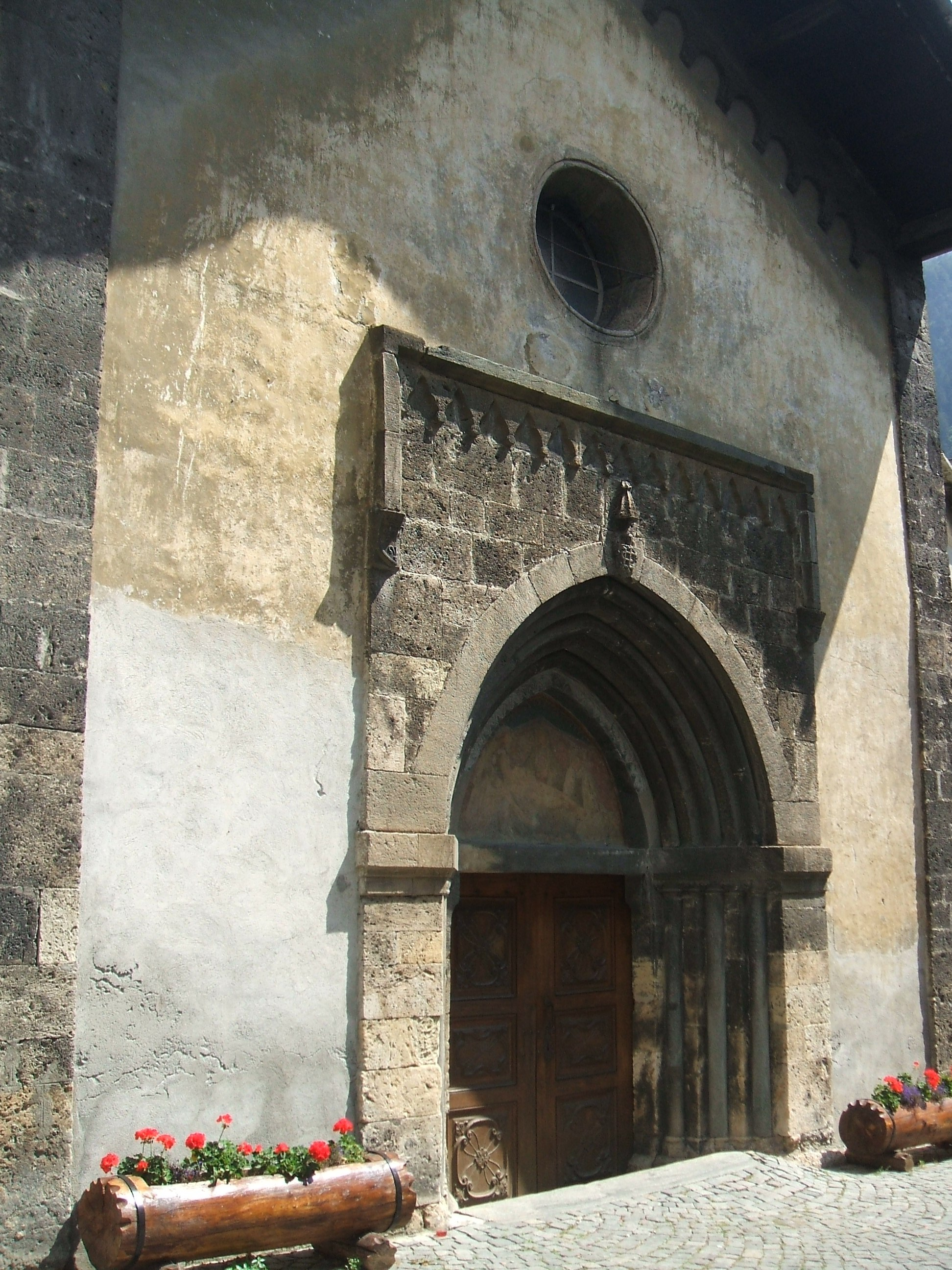
La parrocchiale di S. Pietro Apostolo
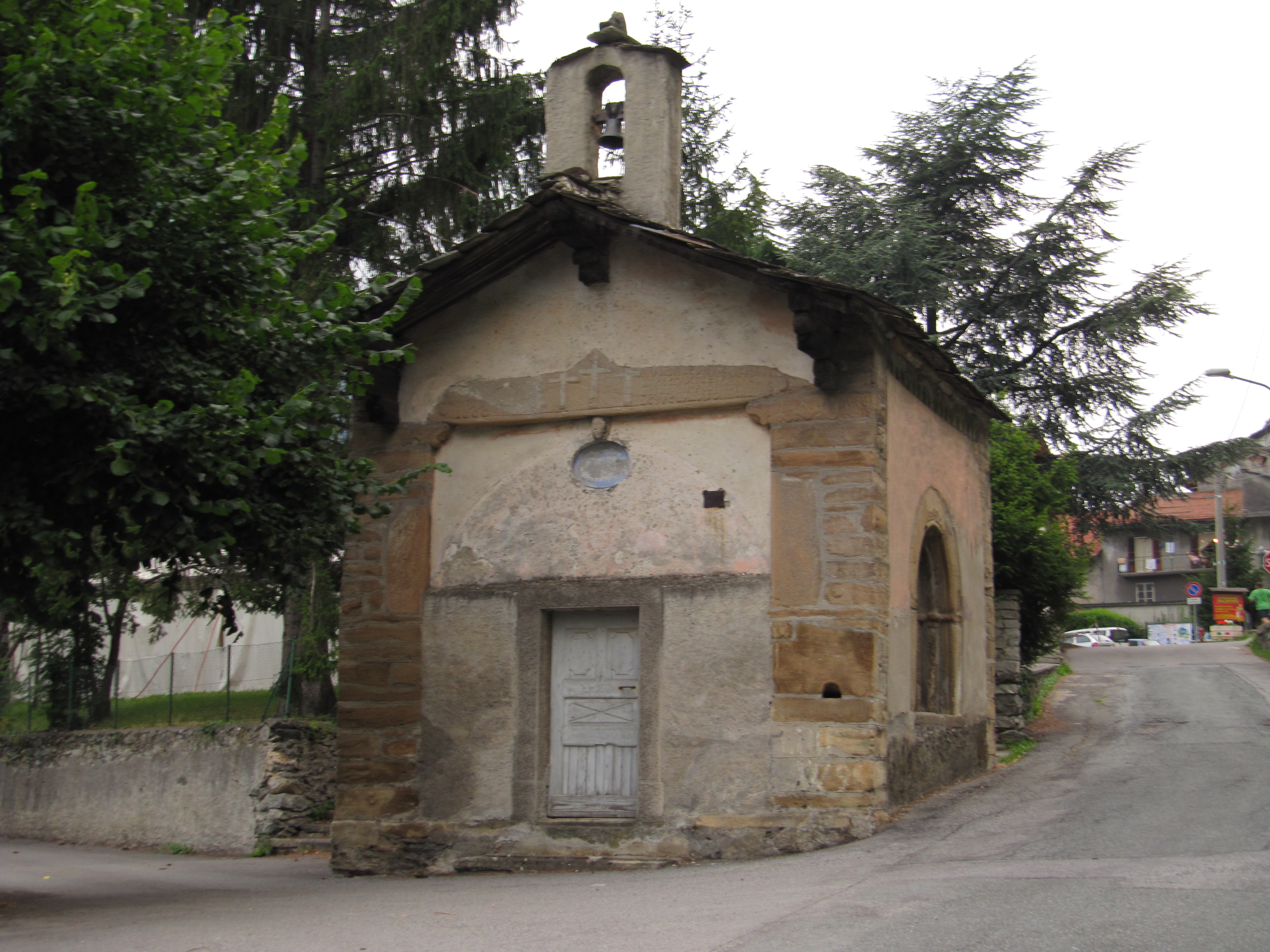
La Cappella di San Rocco
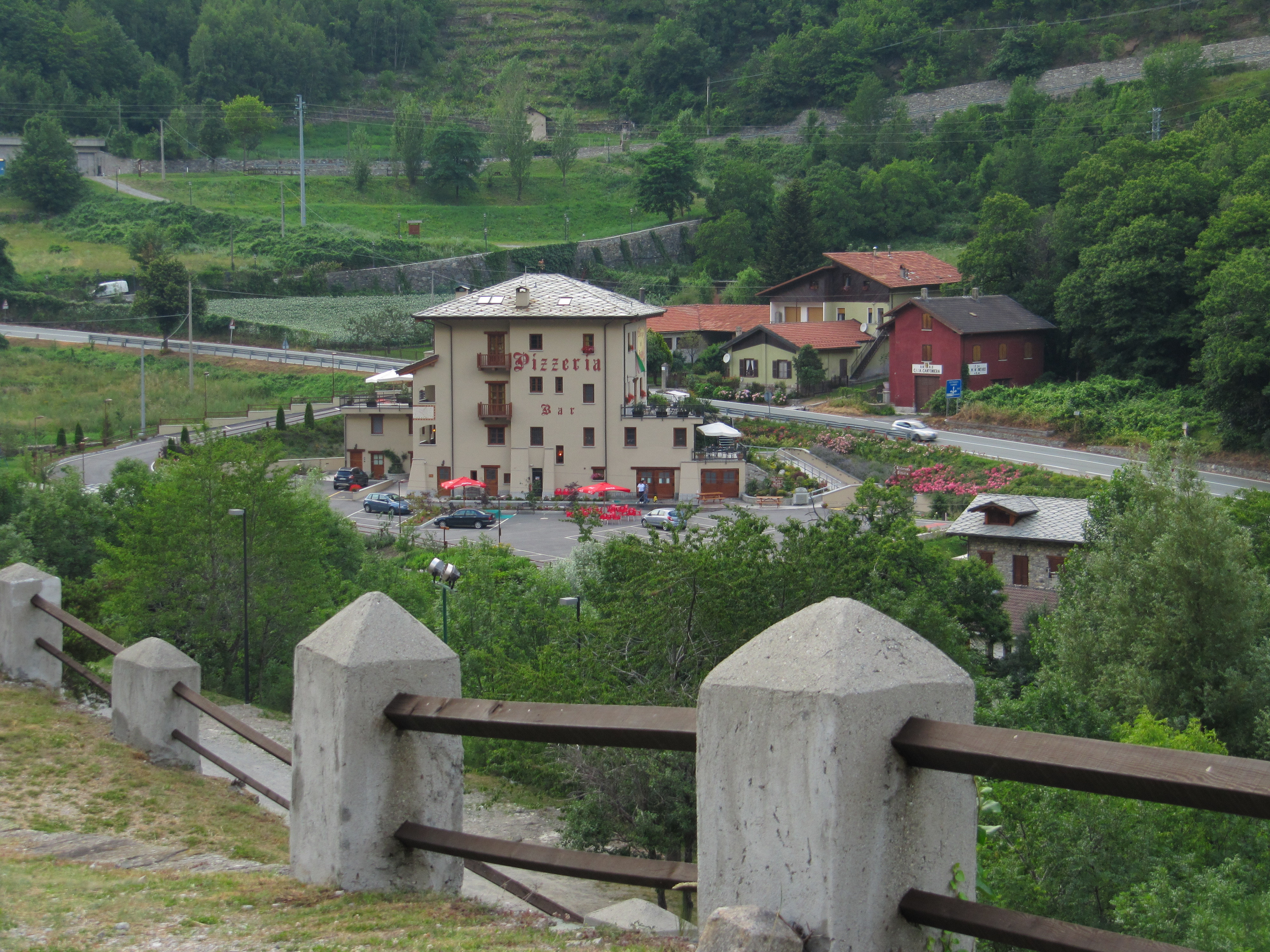
La frazione Plantà
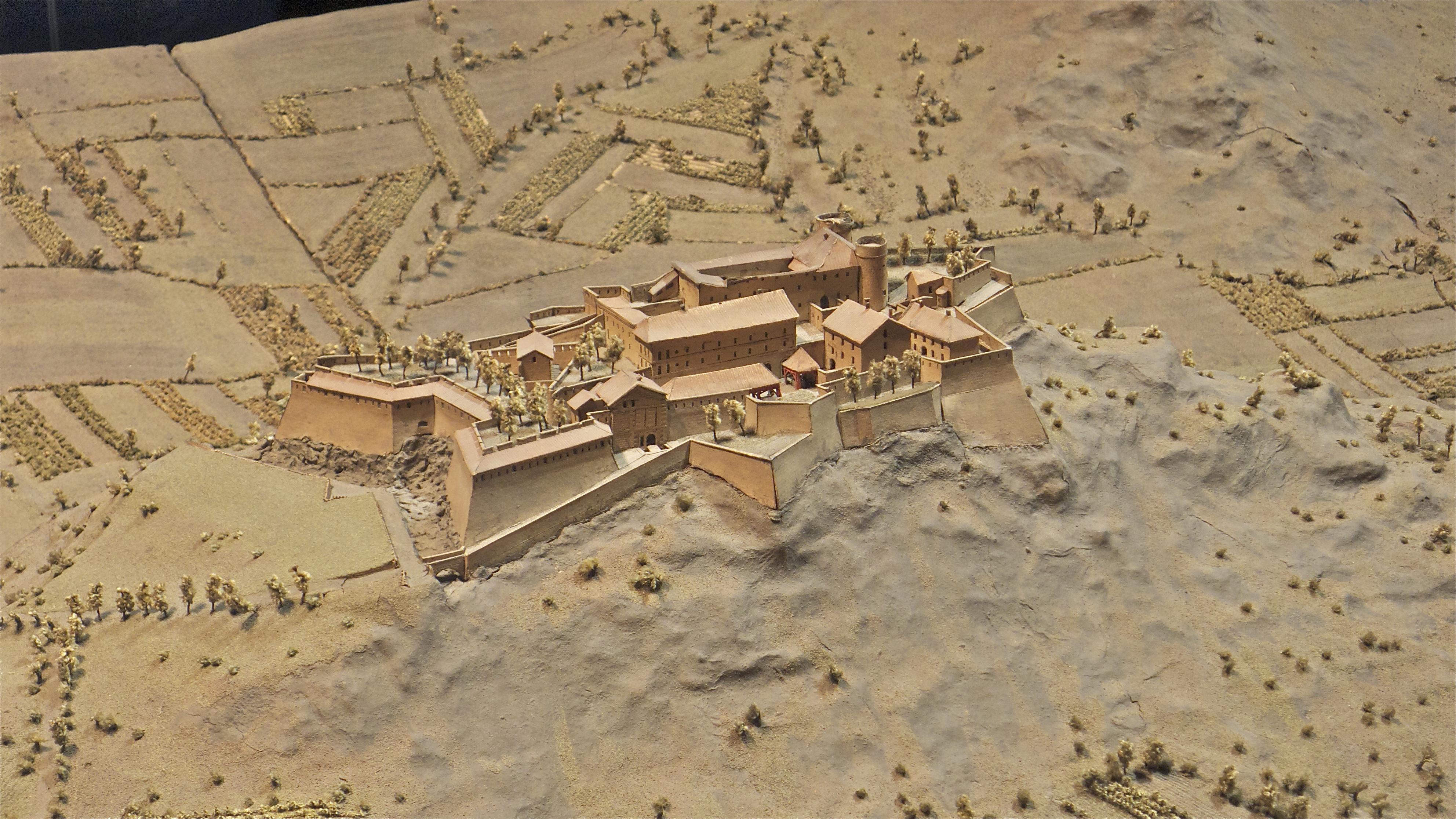
Il forte di Exilles - Pianta in rilievo del forte nel 1695 – Scala 1:1600 (Musée des Plans-Reliefs de Paris)
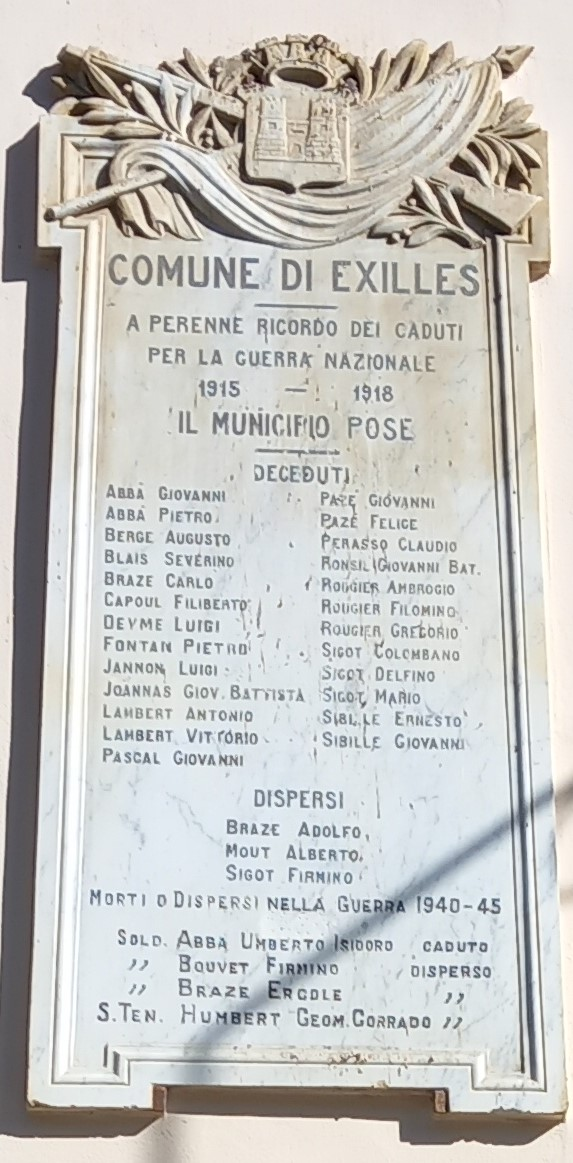
Lapide in memoria dei caduti
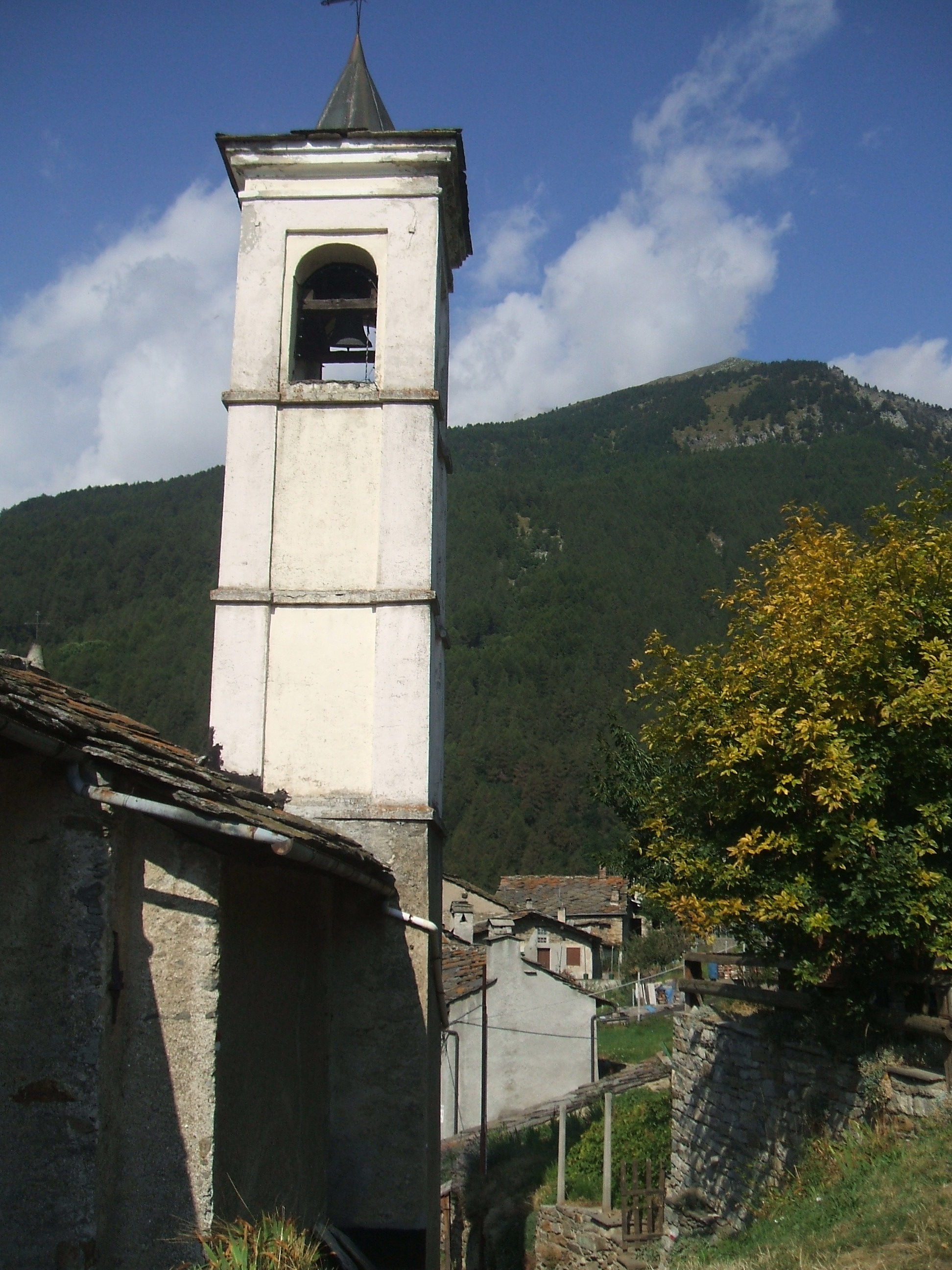
Il campanile della frazione di San Colombano
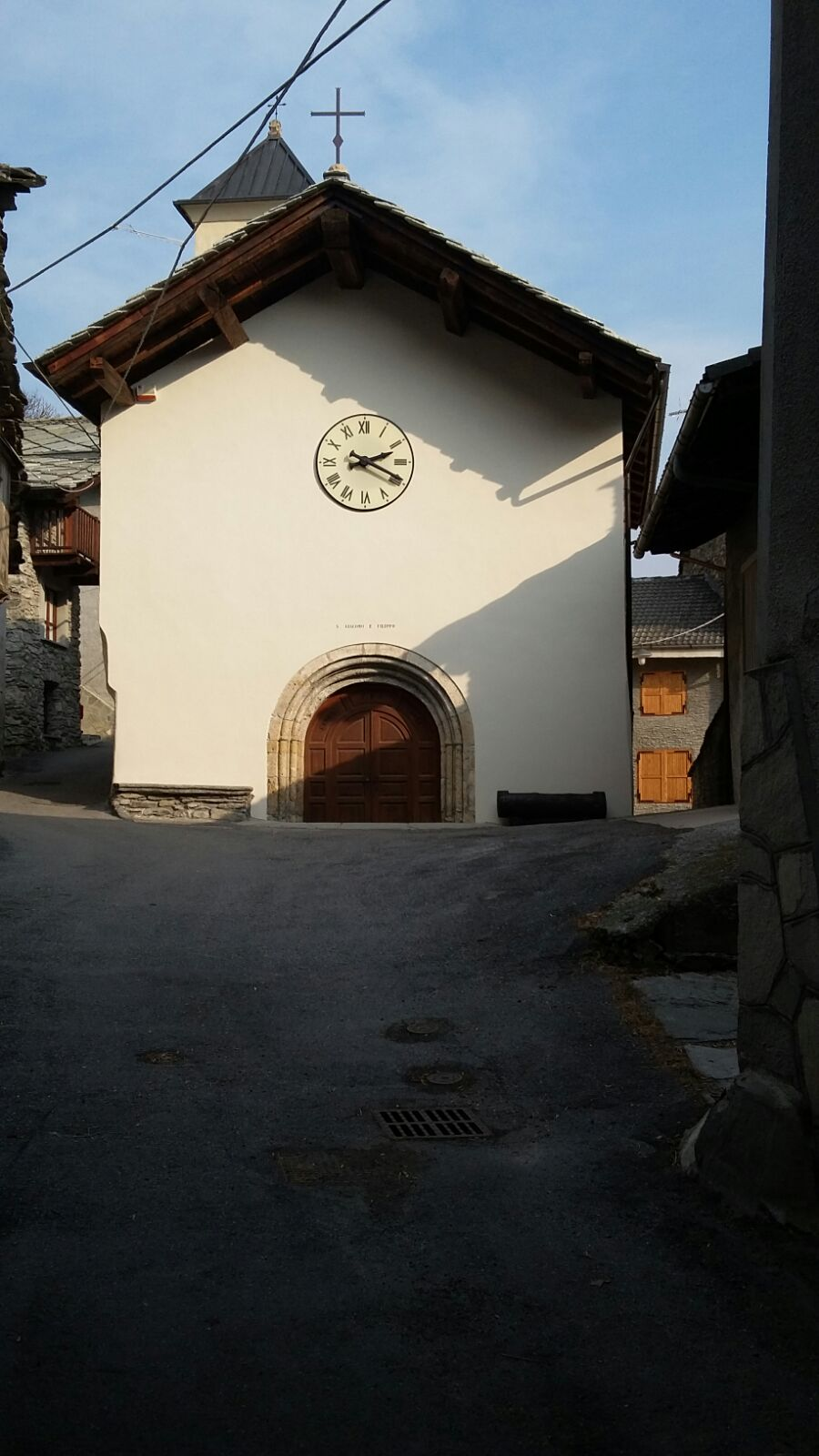
La facciata principale della cappella di Morliere
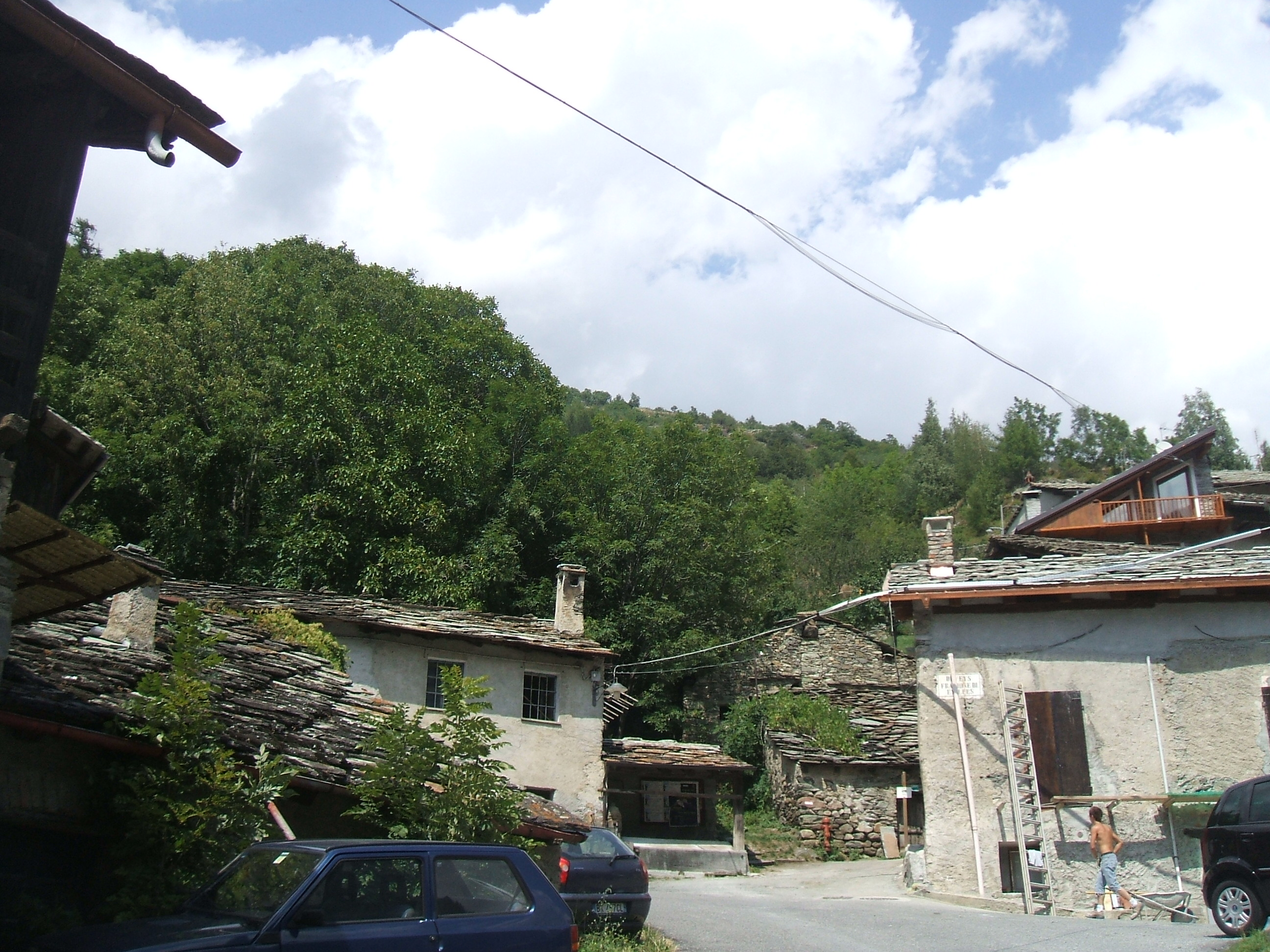
La frazione Deveys